# Nota kredytowa
Nota kredytowa, inaczej nota uznaniowa (ang. credit note) – pisemny dokument wystawiony przez wierzyciela informujący dłużnika o umorzeniu określonej należności. Przykładem jest wystawienie noty kredytowej przez dostawcę dla nabywcy jeżeli nastąpił błąd w fakturze, zwrot towarów lub ich uszkodzenie.